# Rosttjärnen (Svärdsjö socken, Dalarna)
Rosttjärnen är en sjö i Falu kommun i Dalarna och ingår i Dalälvens huvudavrinningsområde. Sjön har en area på 0,0427 kvadratkilometer och ligger 174 meter över havet.

## Delavrinningsområde
Rosttjärnen ingår i det delavrinningsområde (674178-150477) som SMHI kallar för Mynnar i Svärdsjön. Medelhöjden är 218 meter över havet och ytan är 20,09 kvadratkilometer. Räknas de 12 avrinningsområdena uppströms in blir den ackumulerade arean 103 kvadratkilometer. Ålhusån som avvattnar avrinningsområdet har biflödesordning 3, vilket innebär att vattnet flödar genom totalt 3 vattendrag innan det når havet efter 249 kilometer. Avrinningsområdet består mestadels av skog (91 procent). Avrinningsområdet har 0,04 kvadratkilometer vattenytor vilket ger det en sjöprocent på 0,2 procent. Bebyggelsen i området täcker en yta av 0,35 kvadratkilometer eller 2 procent av avrinningsområdet.